# Гута-Ткачова
Гута-Ткачова — село в Україні, у Добрянській селищній громаді Чернігівського району Чернігівської області. Населення становить 55 осіб. До 2019 орган місцевого самоврядування — Горностаївська сільська рада.
В селі всього одна вулиця — вулиця Марії Заньковецької. Село витягнулось із півночі на південь. В центрі села (на півдні) знаходиться Комарівське лісове господарство, що в свою чергу входить до Добрянського лісового господарства. Населення похилого віку. Три школярі їздять шкільним автобусом до школи у сусіднє село Нові Яриловичі.

## Географія
На сході села протікає річка Аткильня. Село оточене сосновим лісом.

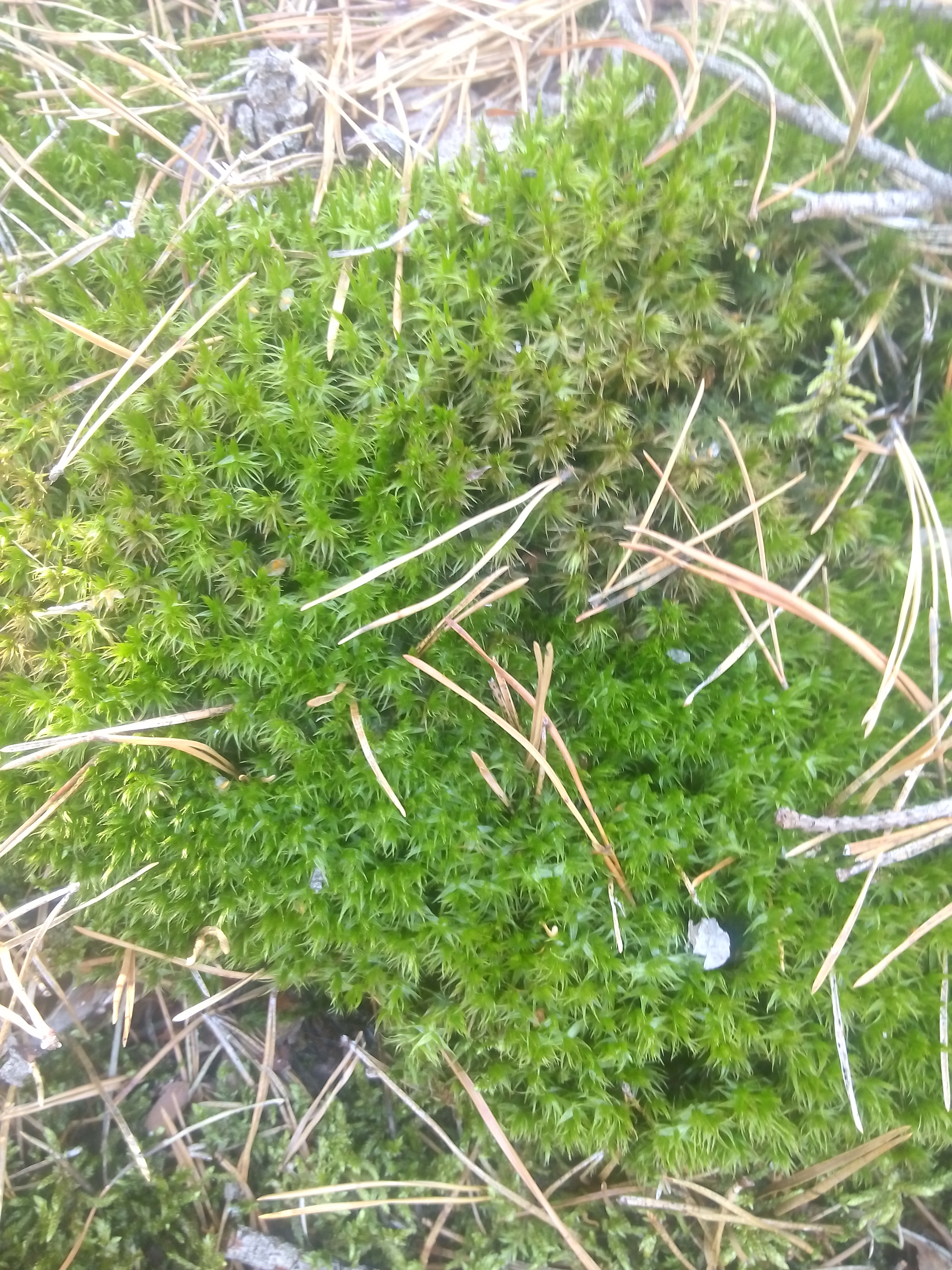
мох у лісі
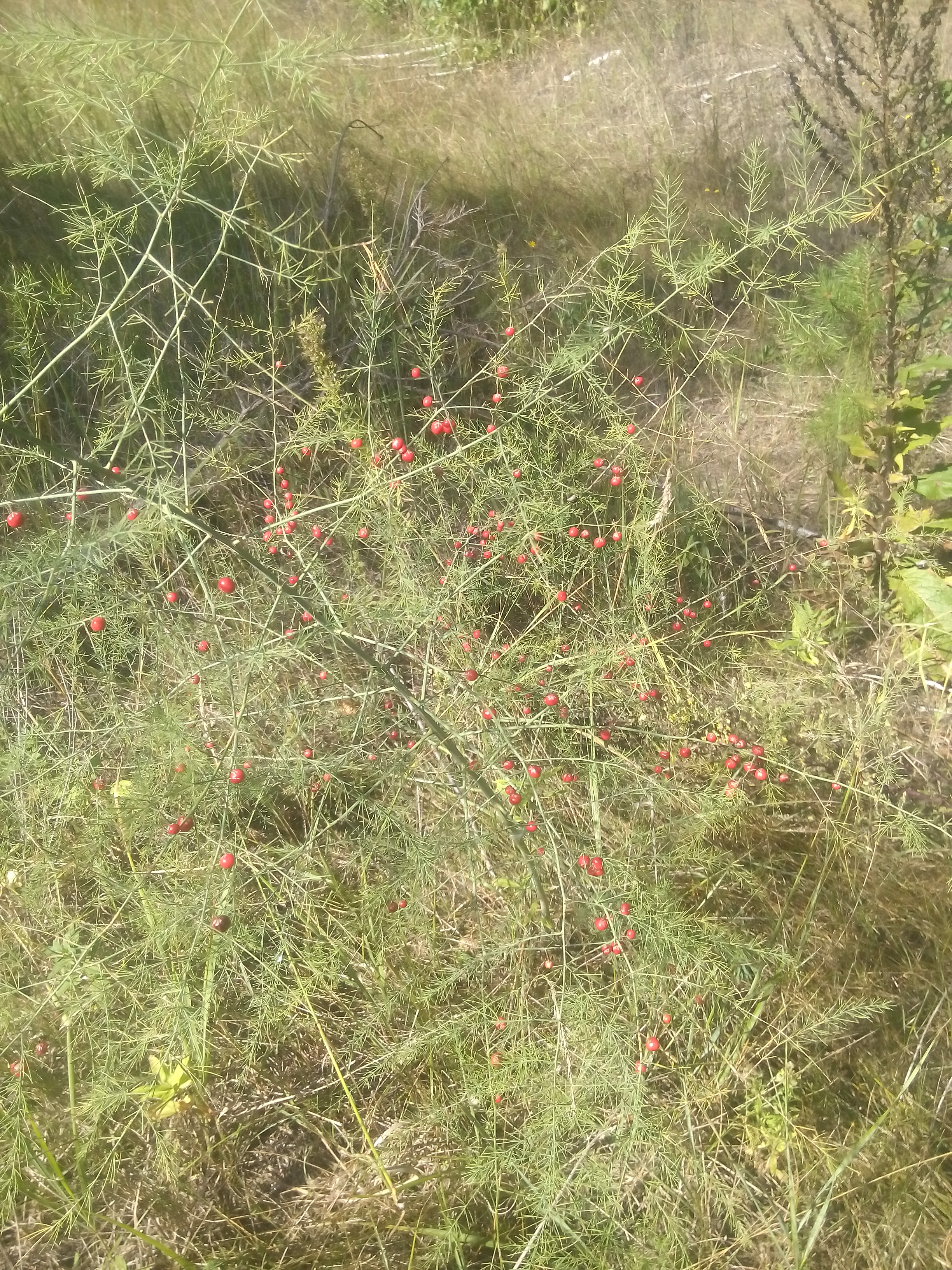

## Історія
12 червня 2020 року, відповідно до розпорядження Кабінету Міністрів України № 730-р «Про визначення адміністративних центрів та затвердження територій територіальних громад Чернігівської області», увійшло до складу Добрянської селищної громади.
19 липня 2020 року, в результаті адміністративно - територіальної реформи та ліквідації Ріпкинського району, село увійшло до складу Чернігівського району Чернігівської області.

## Галерея

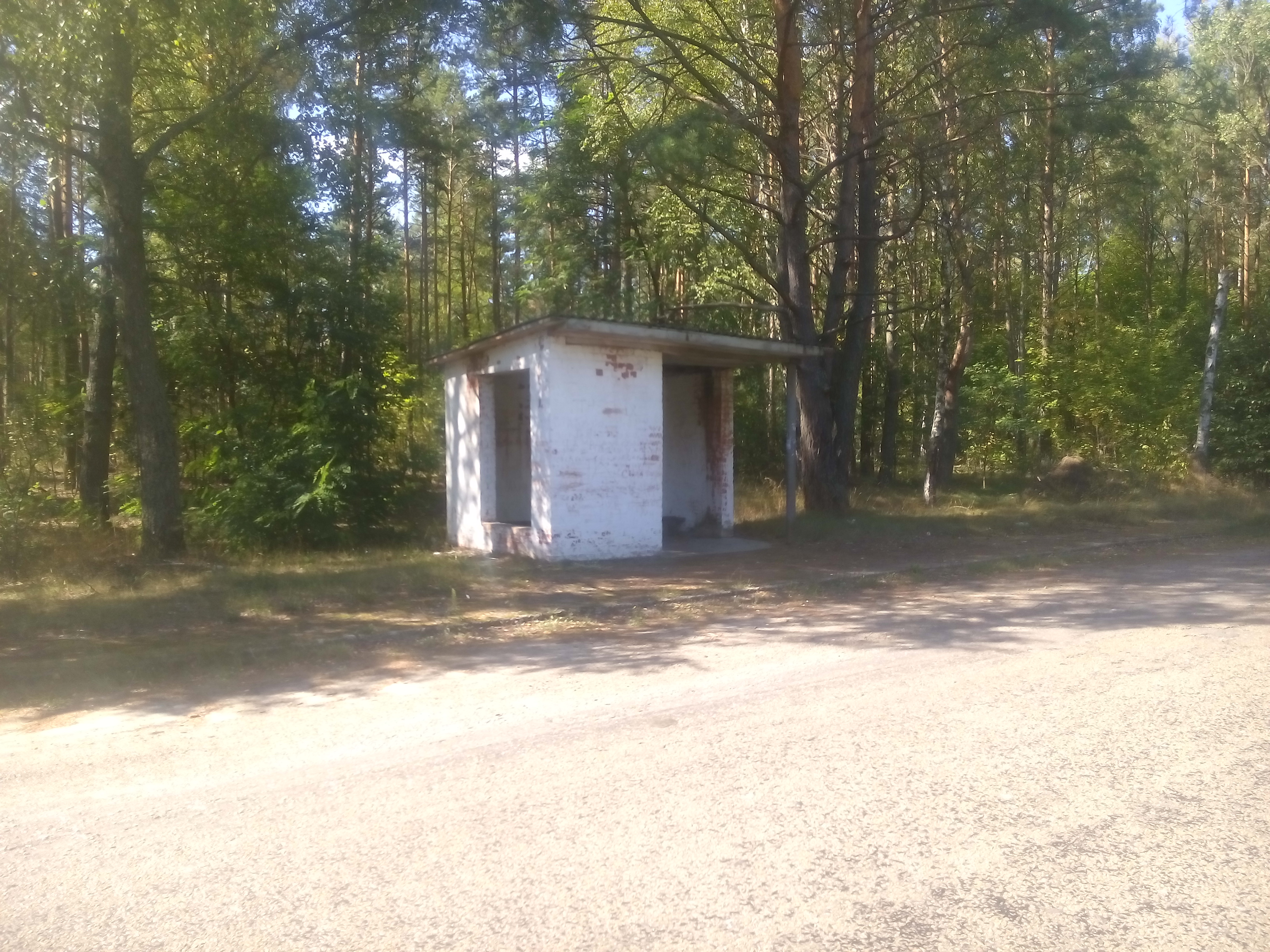
автобусна зупинка
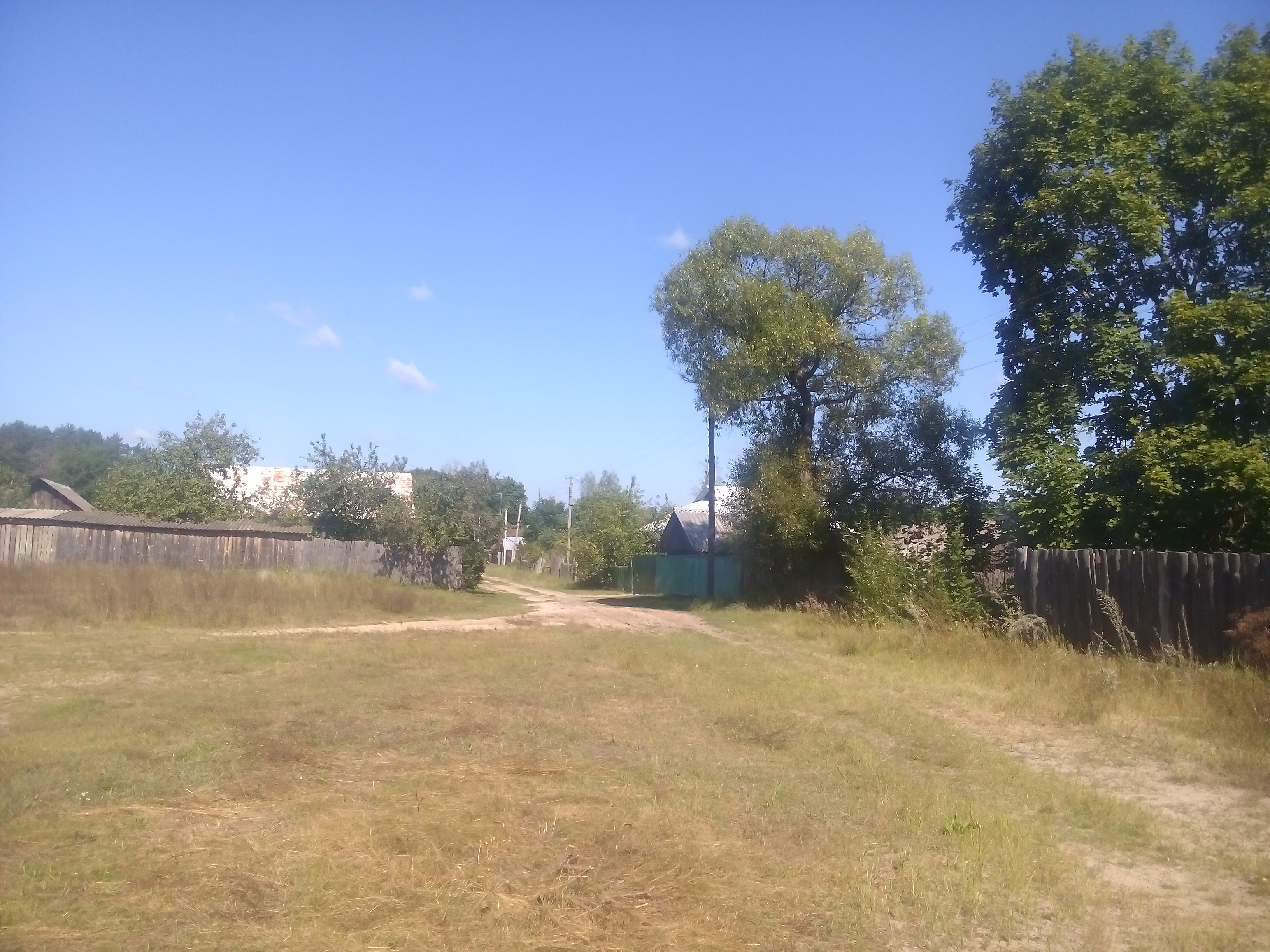
вулиця Марії Заньковецької в центрі села, біля магазину
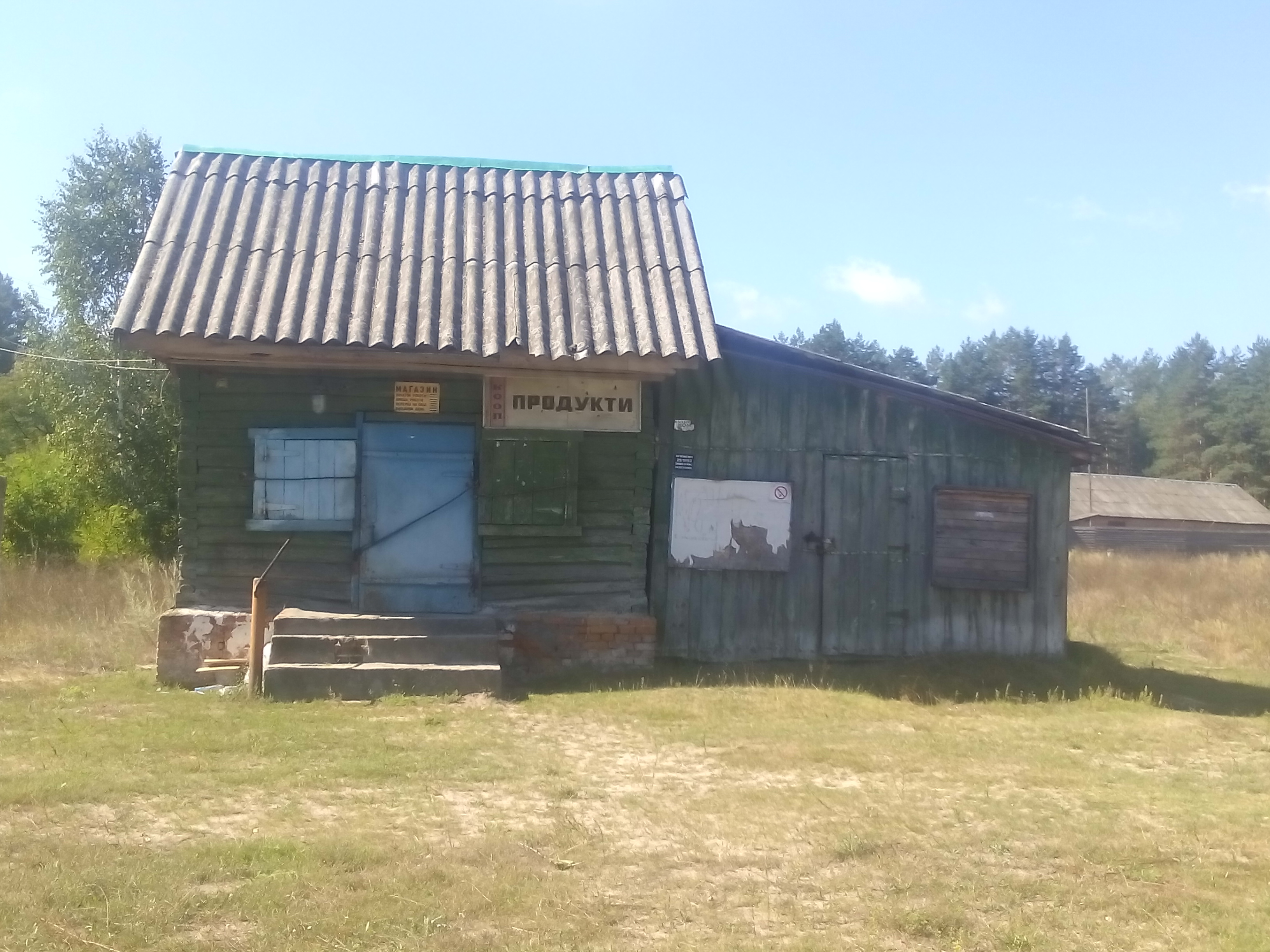
магазинчик ще працює, щоправда, тільки кілька годин на день
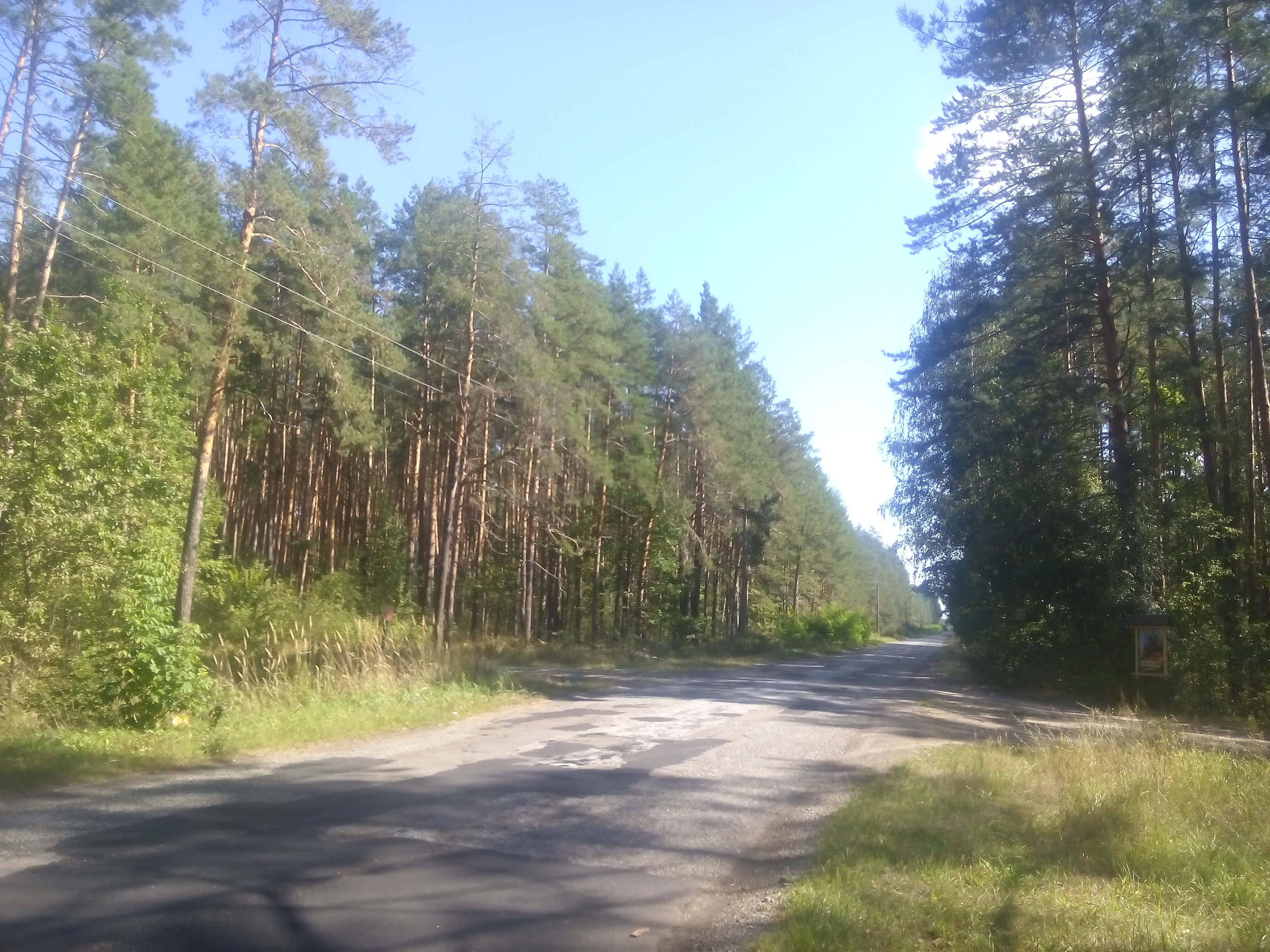
Траса Добрянка-Нові Яриловичі
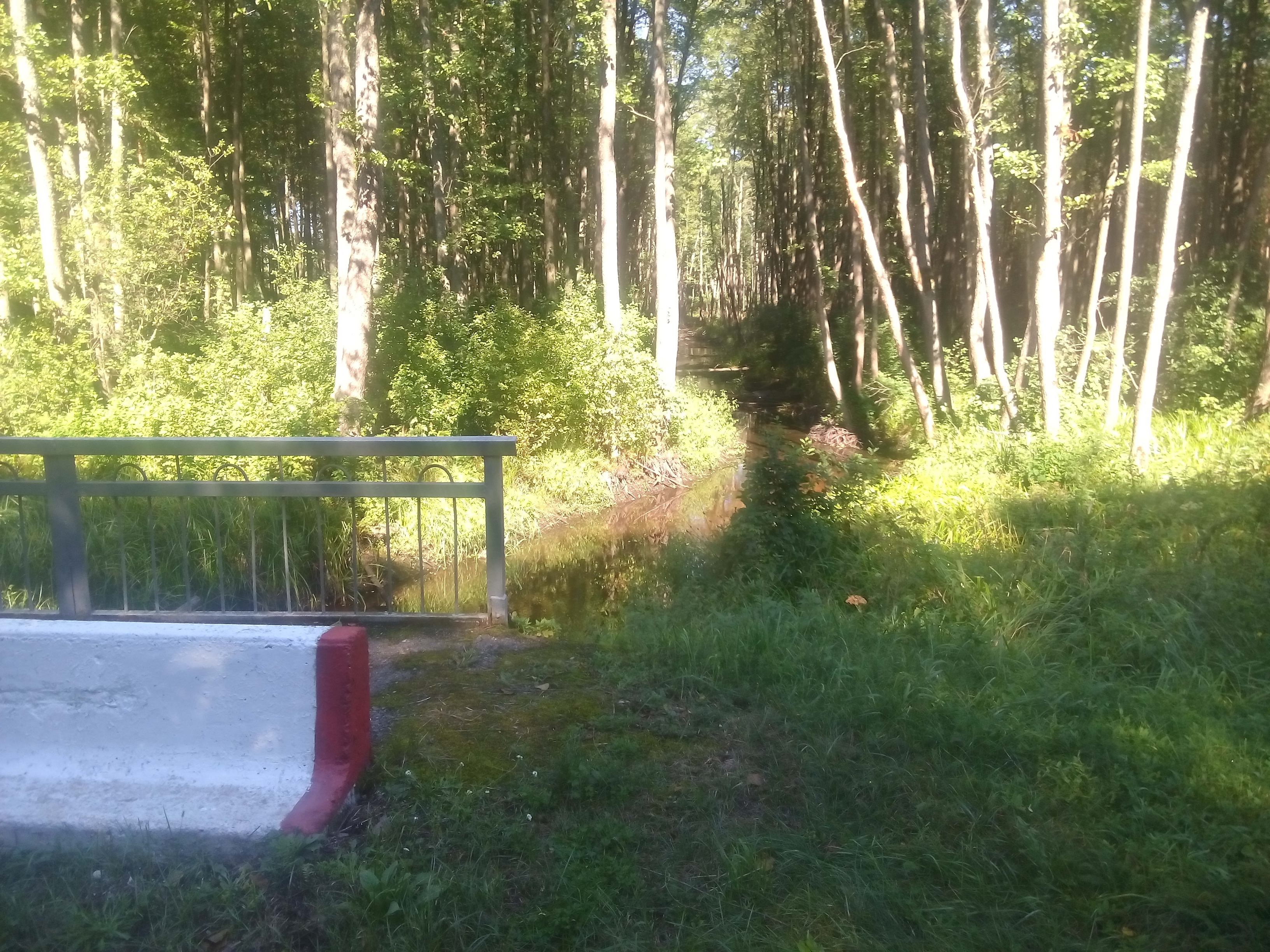
Річка Аткильня, невелика болотиста річка, що впадає в річку Немильня біля Нових Яриловичів
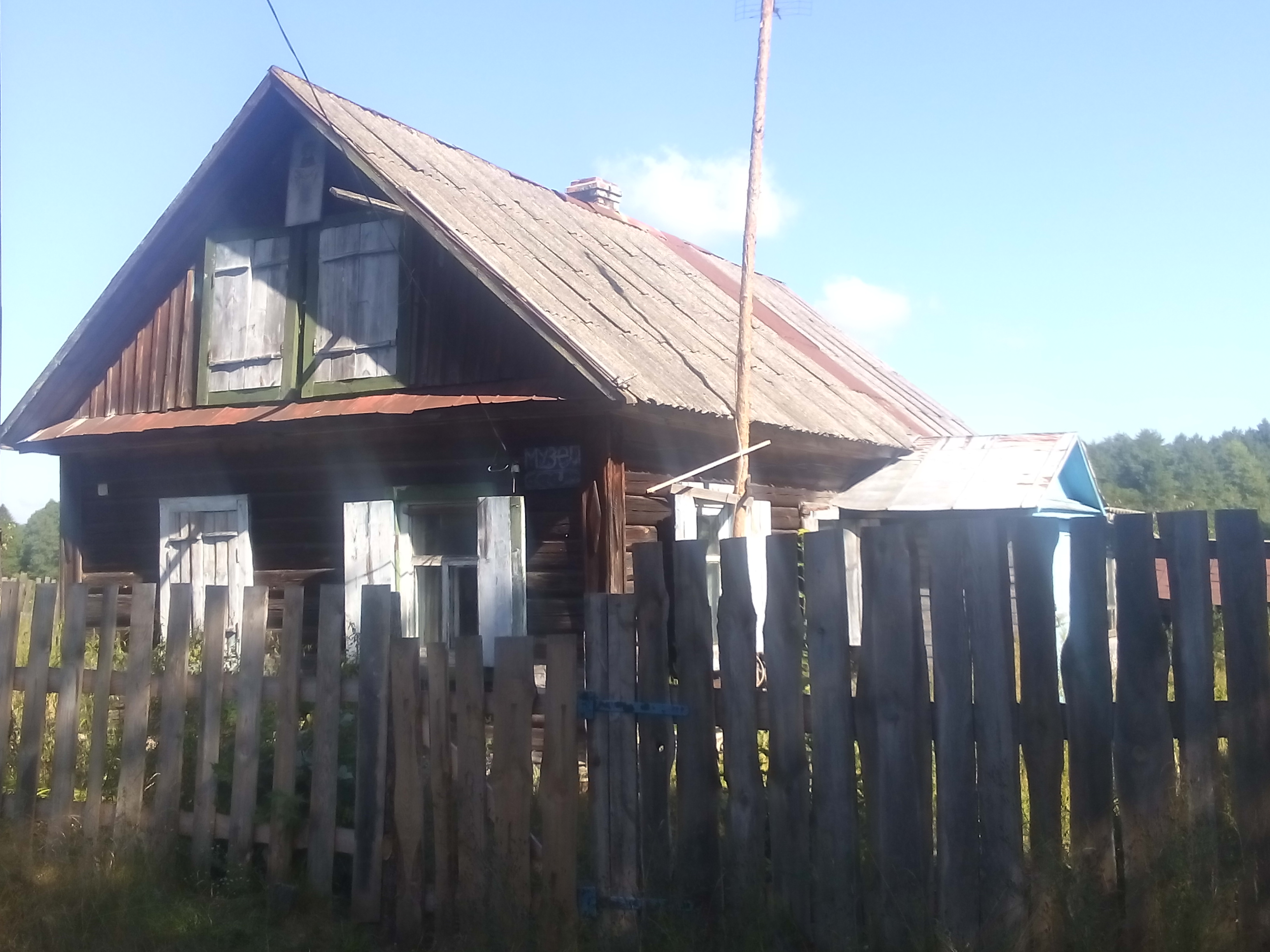
одна з дерев’яних хат села

Комарівське лісове господарство

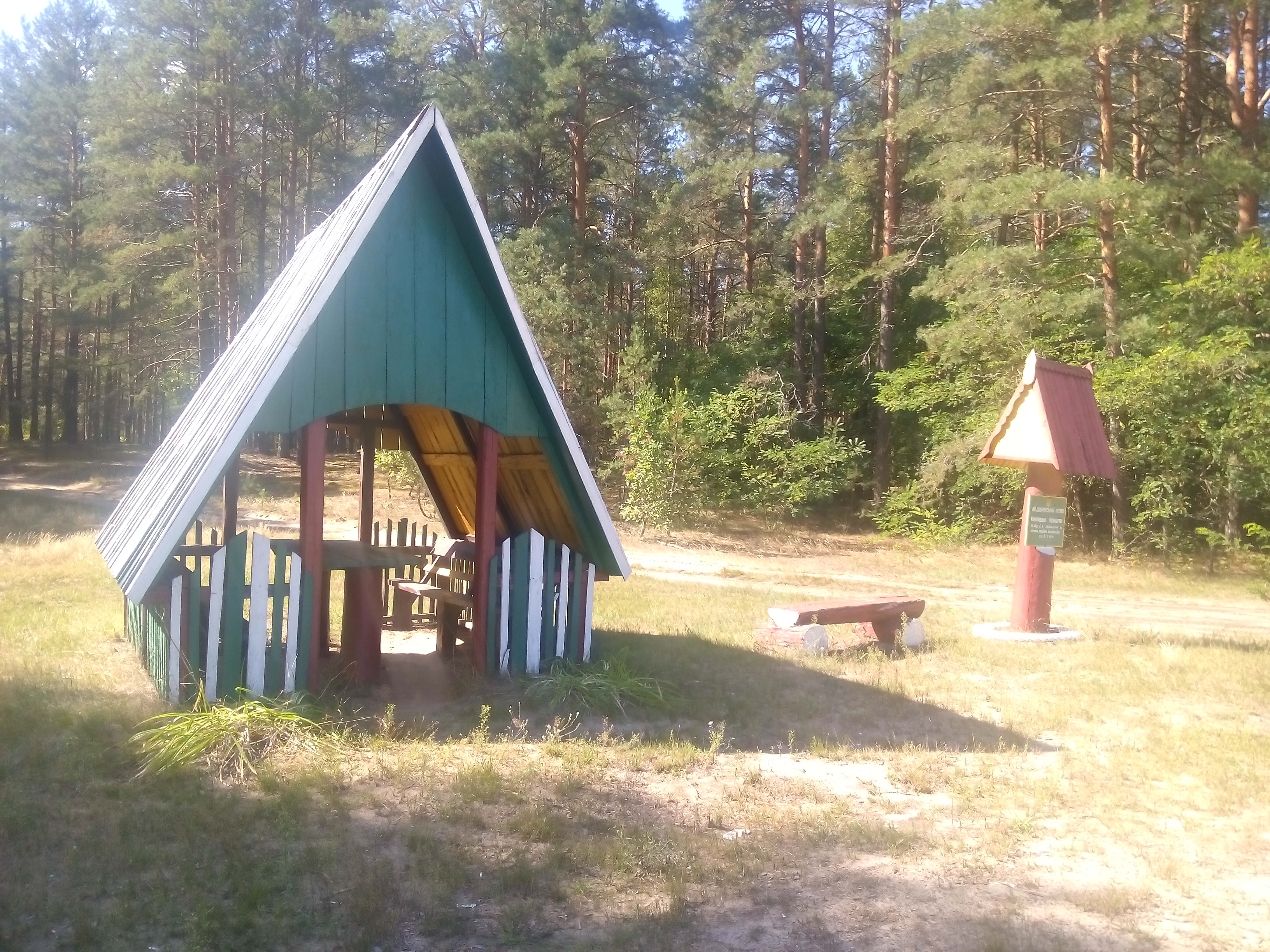
Дерев’яний будинок для відпочинку
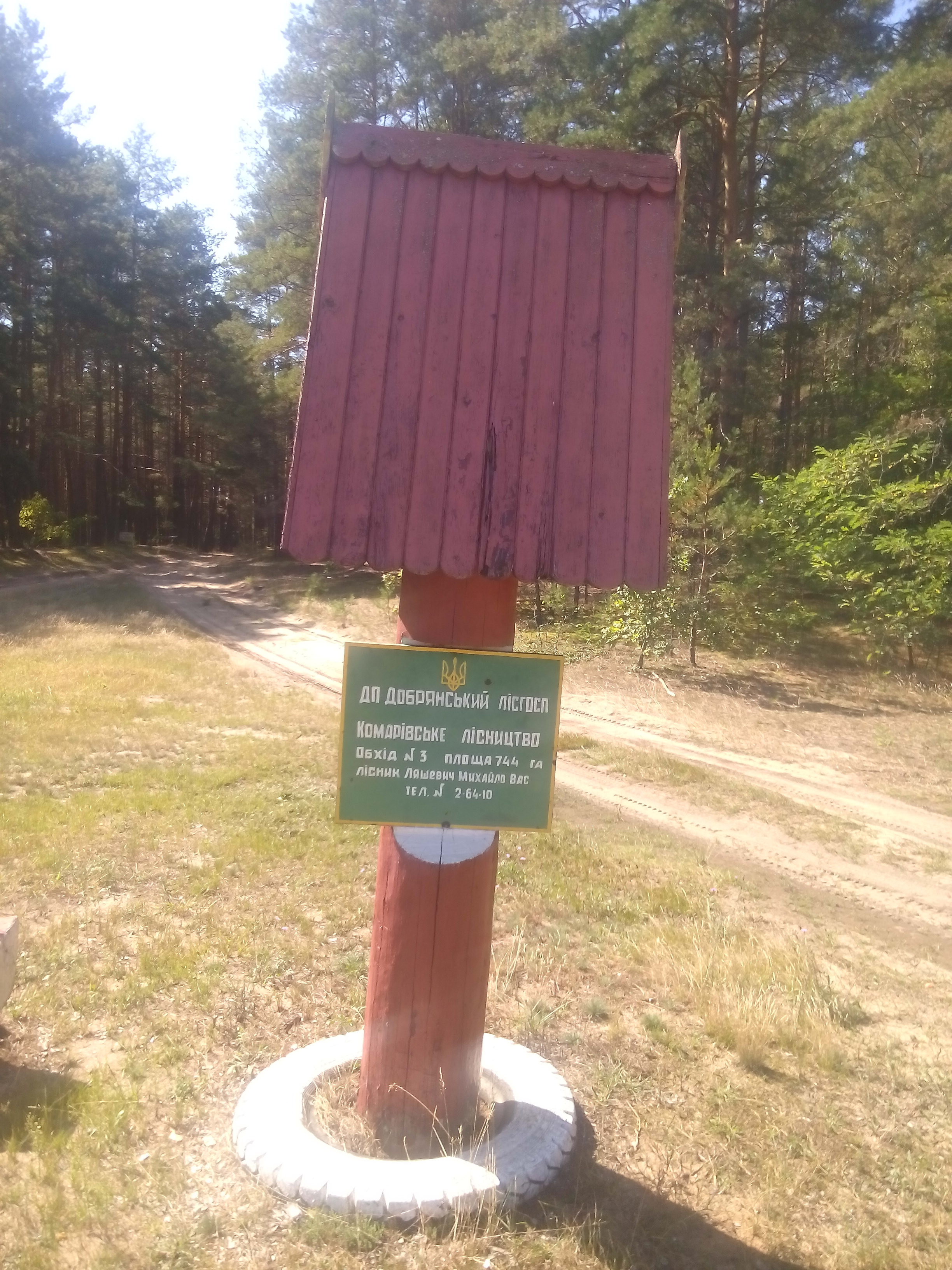
Знак лісництва
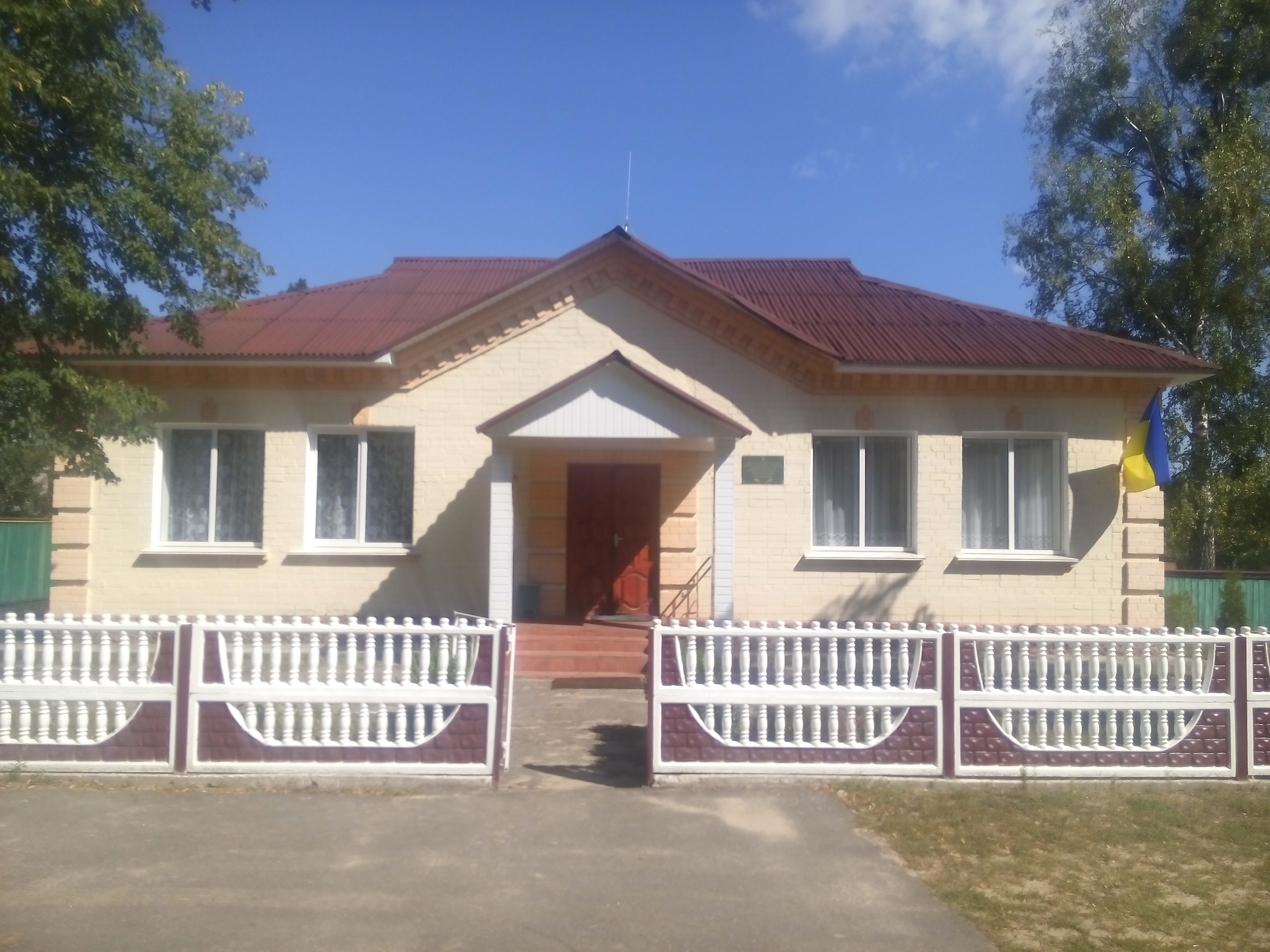
Офіс
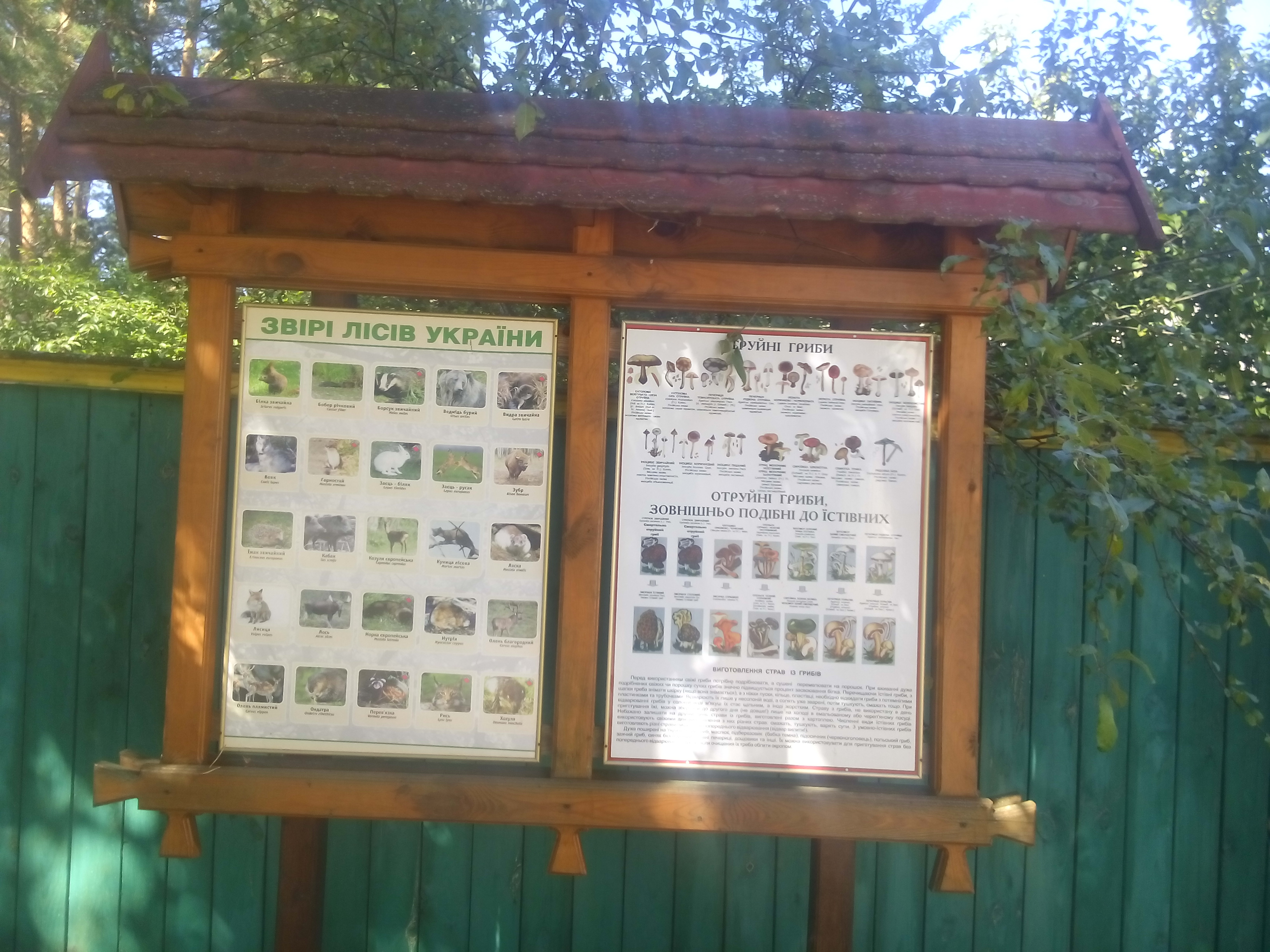
Інформаційний стенд